# Henrik Helge
Henrik Helge (* 1947) ist ein deutscher Schauspieler, Regisseur und Autor.

## Leben
Helge wirkte vor allem in Nebenrollen diverser Fernsehserien und Krimireihen mit. Im Jahre 1995 verkörperte Helge die Figur des Klaus Kopp in der ARD-Vorabendserie Verbotene Liebe. Mehrere Gastauftritte in verschiedenen Rollen hatte er auch in der ARD-Serie Lindenstraße. Zudem spielte er in der RTL-Serie Unter uns den Hugo Lamprecht. In der ARD-Serie Abenteuer Airport spielte er den Chef der Flugsicherung. Hauptrollen hatte er bei zwei Folgen der RTL-Serie Die Wache und einer Folge der SAT1-Serie Die Stadtklinik. 1982 wirkte Helge auch in der Folge „Tollwut“ der ZDF-Krimireihe Ein Fall für zwei mit.
Auch in Kinofilmen wie Die Sieger (als Kommandochef) und Peanuts – Die Bank zahlt alles war er zu sehen.
1995 sprach er für das Computerspiel Shannara die Rolle des Menion ein. Er synchronisierte außerdem die Rolle des Infomaniac, Willy Witzstein und Captain D. Rom im 1997 erschienen Spiel Abenteuer auf der Lego Insel.